# Rudebox
Rudebox je sedmé studiové album britského zpěváka Robbie Williamse, vydané 23. října 2006. Album získalo záporné hodnocení kritiků (od NME Awards získalo roku 2007 označení "nejhorší album"). Naproti tomu vládlo žebříčkům hitparád ve 14 zemích, včetně Spojeného království, Austrálie, Švýcarska, Německa, Mexika, Argentiny, Španělska, Itálie a Finska.

## Seznam skladeb
1. "Rudebox" 4:44
2. "Viva Life on Mars" 4:51
3. "Lovelight" 4:02
4. "Bongo Bong and Je Ne T'Aime Plus" 4:48
5. "She's Madonna" (s Pet Shop Boys)	4:16
6. "Keep On" 4:19
7. "Good Doctor" 3:16
8. "The Actor" 4:06
9. "Never Touch That Switch" 2:47
10. "Louise" 4:46
11. "We're the Pet Shop Boys" (s Pet Shop Boys) 4:57
12. "Burslem Normals" 3:50
13. "Kiss Me" 3:18
14. "The 80's" 4:18
15. "The 90's" 5:34
16. "Summertime" 5:41
17. "Dickhead" 4:08